# Bondo (Trentino)
Bondo (deutsch veraltet: Bund) ist eine Fraktion der Gemeinde (comune) Sella Giudicarie und war bis 2015 eine selbständige Gemeinde der Provinz Trient in der  italienischen Region Trentino-Südtirol.

## Geografie
Bondo liegt etwa 34 Kilometer südwestlich von Trient am Torrente Arnò, einem Zufluss der Sarca, auf einer Höhe von 823 m.s.l.m. auf der orographisch linken Talseite. Südlich des Ortskerns liegt der Sattel von Bondo (italienisch Sella di Bondo), der die Wasserscheide zwischen den Flüssen Chiese und Sarca bildet. Von Bondo aus führt das Val di Breguzzo in nordwestlicher Richtung in die Adamellogruppe.

## Demografie
Bondo zählt ungefähr 270 Haushalte. Den Zahlen des Nationalen Instituts für Statistik (ISTAT) zufolge stieg die Einwohnerzahl im Zeitraum 1991–2001 um 9,0 %.
| Jahr | Einwohner |
| ---- | --------- |
| 1991 | 612       |
| 2001 | 667       |

## Geschichte
Am 1. Januar 2016 schlossen sich die Gemeinden Bondo, Lardaro, Breguzzo und Roncone zur neuen Gemeinde Sella Giudicarie zusammen. Nachbargemeinden waren Tione di Trento, Bolbeno, Breguzzo, Zuclo und Roncone.

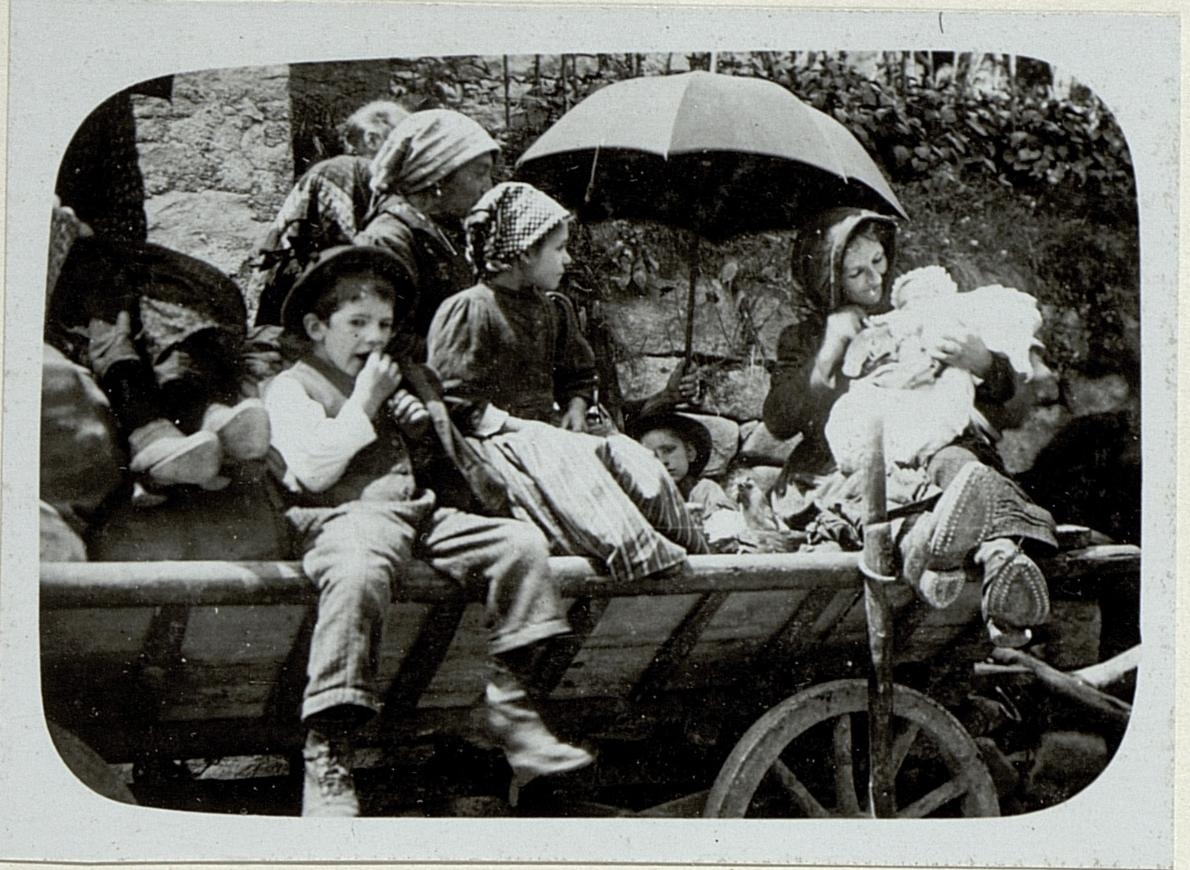
Evakuierung der Bewohner von Bondo im Ersten Weltkrieg